# Ippolito Tito D'Aste
Ippolito Tito D'Aste (Genova, 1844 – Genova, 1935) è stato un commediografo italiano.

## Biografia
Figlio di Ippolito D'Aste, insegnante e autore teatrale, seguì le orme letterarie paterne scrivendo numerose commedie e drammi.
Fu autore inoltre di alcuni racconti e romanzi. I suoi lavori per il teatro vennero pubblicati dall'editore Carlo Barbini di Milano, negli anni 1870-1889, nella collana Galleria teatrale.
Tradusse anche opere di autori francesi quali Alphonse Daudet, Catulle Mendès, Georges Ohnet.

## Opere
- Teatro di Ippolito Tito D'Aste, collezione Galleria teatrale, Milano, C. Barbini, 1870-1889. Comprende:

1: Angelica. Dramma campestre in tre atti in versi, 1870
2: La lingua non ha osso, ma fa rompere il dosso. Commedia-proverbio in due atti e in versi, 1872
3: Giovanni Cappadoce. Dramma storico in quattro atti e in versi, 1872
4: Cuor di donna. Commedia in quattro atti e in versi, 1872
5: Fra Scilla e Cariddi. Commedia in tre atti, 1874
6: Occhi d'Argo. Commedia in tre atti, 1874
7: Non c'e rosa senza spine. Proverbio in un atto; A David Chiossone. Scena allegorica, 1874
8: Sorella e madre. Commedia in due atti, 1875
9: Regina e ministro. Dramma storico in cinque atti e in versi, 1875
10: Shakespeare. Dramma storico in cinque atti e in versi, 1876
11: La Spada di Damocle. Commedia in un atto, 1876
12: Un secreto in famiglia. Commedia in tre atti, 1877
13: Vedovanza di cuore. Commedia in tre atti, 1877
14: Le colpe dei padri. Commedia in quattro atti, 1878
15: Luigia di La Valliere. Dramma storico in cinque atti in versi, 1878
16: Sacrificio d'amore. Commedia in tre atti, 1879
17: Vendetta postuma. Commedia in quattro atti, 1879
18: La duchessina. Commedia in due atti, 1881
19: La china del vizio. Commedia in tre atti, 1881
23: Raggio di sole. Commedia in quattro atti, 1885
24: Isabella. Commedia in tre atti, 1885
25: Il tallone d'Achille. Commedia in tre atti, 1887
26: Cristina. Commedia in quattro atti, 1888
27: Falsa traccia. Commedia in tre atti, 1888
28: Erede!... . Commedia in tre atti, 1889
- Rachele. Novella, Genova, Regia tipografia Ferrando, 1870.
- Arrigo. Novella, Milano, Carlo Barbini, 1875.
- Ermanzia. Racconto, Milano, Fratelli Treves, 1879.
- Dogali. Versi, Udine, Tip. M. Bardusco, 1887?
- Mercede. Romanzo, Milano, Fratelli Treves, 1888.
- Sorrisi e lacrime. Novelle, Udine : Fratelli Tosolini, 1899.

### Traduzioni, traduzioni in versi e riduzioni
- Alexandre Parodi, Roma vinta. Tragedia in cinque atti, tradotta in versi da Ippolito Tito D'Aste, Milano, Libreria Editrice, 1877.
- Alexandre Parodi, Ulm il parricida. Dramma in cinque atti, tradotto in versi da Ippolito Tito D'Aste, Milano, Libreria Editrice, 1877.
- Alphonse Daudet, Numa Roumestan, traduzione di Ippolito Tito D'Aste , Milano, Fratelli Treves, 1881.
- Adolphe Belot, Il lastrico di Parigi. Dramma in sei atti, traduzione e riduzione di Ippolito Tito D'Aste, Milano, C. Barbini, 1883.
- Catulle Mendès, Le madri nemiche. Dramma in tre parti e dieci quadri , Milano, C. Barbini, 1883.
- Alfred Duru e Henri Chivot, Lo stratagemma d'Arturo. Commedia in tre atti, traduzione di Ippolito Tito d'Aste, Milano, C. Barbini, 1883.
- Georges Ohnet, Sergio Panine. Dramma in cinque atti, traduzione di Ippolito Tito d'Aste, Milano, Libreria Editrice, 1884.
- Émile Guiard, Mio figlio. Commedia in tre atti, traduzione di Ippolito Tito d'Aste, Milano, C. Barbini, 1885.
- Karl Theodor Heigel, Giuseppina Bonaparte. Dramma in cinque atti, traduzione e riduzione di Ippolito Tito d'Aste, Milano, C. Barbini, 1888.

### Testi in linea (Google Libri)
- Rachele. Novella, Genova, 1870.
- La lingua non ha osso, ma fa rompere il dosso. Commedia-proverbio in due atti e in versi, Milano 1872.

| Controllo di autorità | VIAF (EN) 64756466 · ISNI (EN) 0000 0000 6125 4929 · SBN LIAV008304 · BAV 495/194140 · LCCN (EN) nr99025511 · GND (DE) 116372141 · BNF (FR) cb16297457z (data) |